# Rhathymoscelis haldemanii
Rhathymoscelis haldemanii là một loài bọ cánh cứng trong họ Cerambycidae.